# Fabian Picardo
Fabian Picardo (født 18. februar 1972 i Gibraltar) er en gibraltarsk politiker og advokat, der siden 2011 har været Gibraltars førsteminister.
Picardo blev i april 2011 valgt som ny formand for Gibraltars Socialistiske Arbejderparti (GSLP), hvor han efterfulgte Joe Bossano, der havde været partiets leder i 33 år. I december samme år overtog han førsteministerposten fra Peter Caruana.
Picardo er født og opvokset i Gibraltar, og i 1993 tog han eksamen i retsvidenskab fra Oxford Universitet. Efter dette gik han på Inns of Court School of Law i London og blev udnævnt til advokat i 1994.
Den politiske løbebane for Picardo blev indledt, da han i 1991 var en af stifterne af Gibraltars Nationale Parti (nu Gibraltars Liberale Parti). Imidlertid forlod han dette parti i 2003 til fordel for GSLP, som han siden har været medlem af.